# Lützelsachsen Frühzwetsche
Lützelsachsen Frühzwetsche es una variedad cultivar de ciruelo (Prunus domestica), de las denominadas ciruelas europeas.
Una variedad de ciruela originada como plántula casual, y obtenida en 1914 en Lützelsachsen, Baden-Württemberg (Alemania).
Pertenece al grupo de ciruelas alemanas antiguas de la herencia. De tamaño medio a grande con piel azul oscuro a violeta recubierta de ligera pruina, fina, violácea, sutura con línea visible, y pulpa de color amarillo dorado, firmeza media, jugosa, y sabor con proporción equilibrada de dulzura y acidez, con un pronunciado aroma jugoso a ciruela y altos niveles de azúcar. Tolera la zona de rusticidad delimitada por el departamento USDA, de nivel 5.

## Historia
'Lützelsachsen Frühzwetsche' variedad antigua de ciruela se originó como una plántula casual. Esto significa que la ciruela no fue creada sino que se encontró en la naturaleza. En este caso en 1914 en Lützelsachsen, Baden-Württemberg. Desde entonces, la variedad se ha propagado y es muy popular en los jardines naturales.
'Lützelsachsen Frühzwetsche' , en Baden-Württemberg es una de las variedades de ciruelas tradicionales más comunes en la actualidad, muy utilizada en la elaboración de licor.

## Características
'Lützelsachsen Frühzwetsche' árbol de porte de crecimiento suelto, medio y es muy adecuada para el cultivo de setos. En los primeros años, la planta es más susceptible a las heladas invernales. Prefiere mejor en suelos ricos en nutrientes y humus, en tierras bajas , cadenas montañosas bajas. Los frutos pueden desarrollar su aroma óptimo en lugares cálidos y sin heladas. Una variedad de ciruela histórica, poco exigente y que ya era popular entre sus abuelos como fruta de verano. Es solo parcialmente autofértil, con una ligera alternancia, la variedad debe plantarse junto con polinizadores son adecuados 'Bühler Frühzwetsche' y 'Czar'. Flor blanca, que tiene un tiempo de floración que comienza a partir del 20 de abril con el 10% de floración, para el 24 de abril tiene una floración completa (80%), y para el 7 de mayo tiene un 90% de caída de pétalos.
'Lützelsachsen Frühzwetsche' tiene una talla de tamaño medio a grande de forma ovalados, peso promedio 21.90 g;epidermis tiene una piel azul oscuro a violeta recubierta de ligera pruina, fina, violácea; sutura con línea e tamaño medio a grande una piel azul oscuro a violeta recubierta de ligera pruina, fina, violácea; sutura con línea poco visible visible, de color algo más oscuro que el fruto; pedúnculo de longitud mediano, fuerte, leñoso, con escudete muy marcado, muy pubescente, con la cavidad del pedúnculo estrecha, poco profunda, rebajada en la sutura y más levemente en el lado opuesto;pulpa de color amarillo dorado, firmeza media, jugosa, y sabor con proporción equilibrada de dulzura y acidez, con un pronunciado aroma jugoso a ciruela y altos niveles de azúcar.
Hueso con buenas propiedades de deshuesado, grande, alargado, asimétrico, con el surco dorsal muy ancho y profundo, los laterales más superficiales, zona ventral poco sobresaliente, superficie rugosa.
Su tiempo de maduración es muy temprana, alrededor de mediados a finales de julio, con un alto rendimiento, y un fácil transporte.

## Usos
'Lützelsachsen Frühzwetsche' es muy versátil, se puede utilizar tanto para consumo como para cocinar, hornear, secar y aguardiente.